# Ľubá
Ľubá (in ungherese Libád) è un comune della Slovacchia facente parte del distretto di Nové Zámky, nella regione di Nitra.